# Élections législatives autrichiennes de 2024
Les élections législatives autrichiennes de 2024 (en allemand : Nationalratswahl in Österreich 2024) ont lieu le 29 septembre 2024 afin de renouveler pour cinq ans les 183 députés du Conseil national de l'Autriche.
Le gouvernement sortant du chancelier fédéral Karl Nehammer est composé de sa formation, le Parti populaire autrichien (ÖVP), et de Les Verts - L'Alternative verte, dirigé par le vice-chancelier Werner Kogler. Il fait notamment face au Parti de la liberté (FPÖ) mené par Herbert Kickl et au Parti social-démocrate (SPÖ) mené par Andreas Babler.
Le scrutin intervient dans le contexte de scandales de corruption ayant touché les précédents dirigeants de l'ÖVP et du FPÖ, conduisant à la chute des principaux gouvernements antérieurs. La popularité du gouvernement est également affectée depuis plusieurs années par les effets économiques et inflationnistes de la pandémie de Covid-19 et de l'invasion de l'Ukraine par la Russie.
Le scrutin est un succès pour le FPÖ, qui arrive en tête pour la première fois de son histoire. Celui-ci se retrouve néanmoins isolé, les autres principaux partis ayant refusé de former une coalition avec Herbert Kickl. Après l'échec des négociations entre l'ÖVP et le FPÖ, une coalition tripartite est finalement formée fin février 2025 entre l'ÖVP, le SPÖ et NEOS. Le nouveau gouvernement entre en fonction le 3 mars 2025, avec pour chancelier le nouveau dirigeant de l'ÖVP, Christian Stocker.

## Contexte

### Gouvernements Kurz

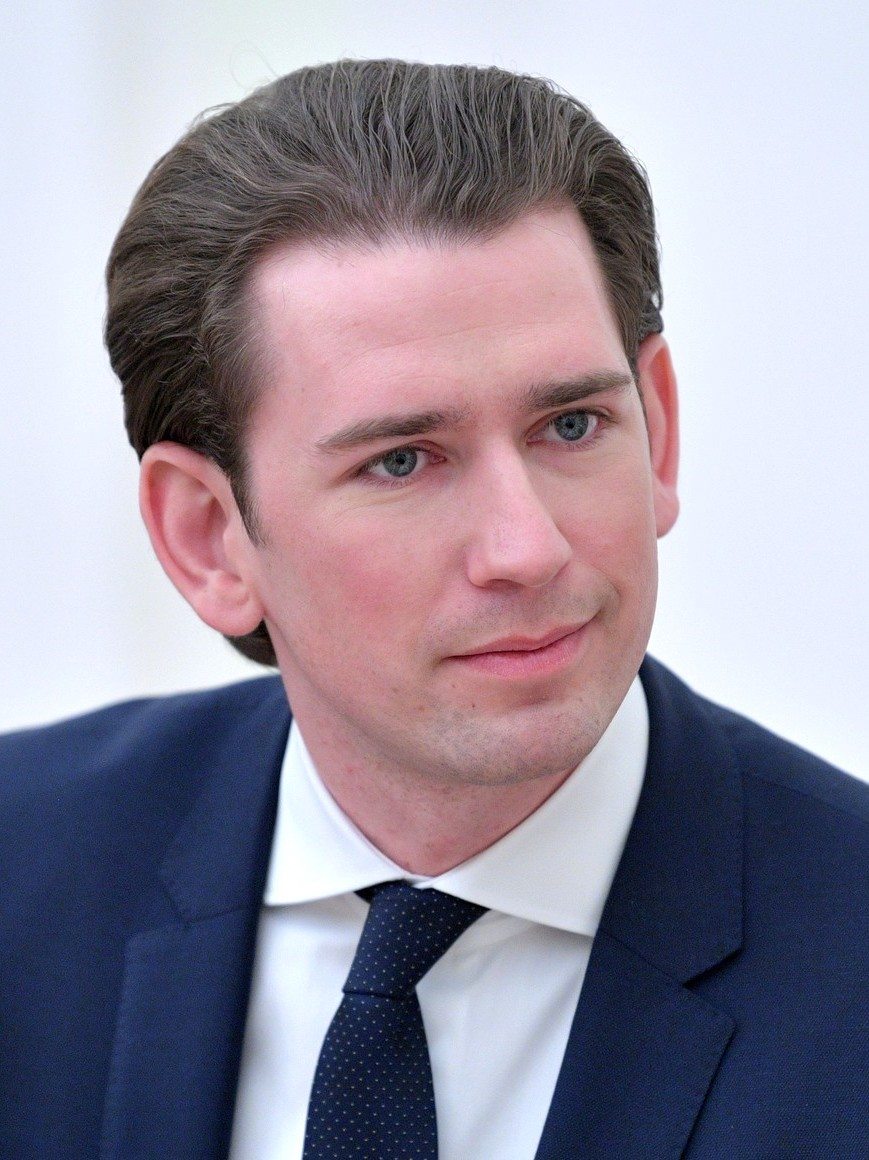
Sebastian Kurz.

Les élections interviennent dans un contexte de recul de la prédominance exercée par le Parti populaire autrichien (ÖVP) sur la scène politique autrichienne depuis 2017. Confronté à un échec historique lors de l'élection présidentielle de 2016, qui voit l'ÖVP et le Parti social-démocrate d'Autriche (SPÖ) échouer tous deux à qualifier leur candidat au second tour pour la première fois depuis la fin de la seconde guerre mondiale, l'ÖVP est repris en main l'année suivante par son nouveau dirigeant, Sebastian Kurz. Ce dernier procède à une refonte de l'image du parti, remporte largement les élections législatives de 2017 et forme un gouvernement de coalition avec le Parti de la liberté d'Autriche (FPÖ), ce qui lui permet de devenir chancelier fédéral d'Autriche et — à 31 ans — le plus jeune chef de gouvernement au monde.
Le Gouvernement Kurz I s'avère cependant de courte durée du fait d'un scandale politique touchant le dirigeant du FPÖ et vice-chancelier Heinz-Christian Strache. Celui-ci est en effet poussé à la démission après la fuite d'une vidéo prise secrètement à Ibiza, dans laquelle il est vu demander à une femme se présentant comme la nièce d'un oligarque russe de racheter un journal et de modifier sa ligne éditoriale en faveur du FPÖ, en échange de la concession de contrats publics. Également mis en cause dans ce qui est déjà appelé le « scandale d'Ibiza », le ministre de l'intérieur Herbert Kickl refuse cependant de démissionner à son tour. Son limogeage par Kurz quelques jours plus tard conduit l'ensemble des ministres du FPÖ à présenter leur démission. En réaction, Kurz annonce la rupture de la coalition et la tenue d'élections anticipées, sans pour autant parvenir à éviter le vote d'une motion de censure,,.
Organisées par un gouvernement de transition dirigé par la juriste indépendante Brigitte Bierlein, les élections anticipées de septembre 2019 voient la victoire de l'ÖVP, qui obtient son meilleur résultat depuis 2002. Ce succès s'effectue notamment aux dépens du FPÖ, qui connaît un fort recul tout en se maintenant deuxième — et dont le nouveau dirigeant, Norbert Hofer, finit à son tour par se retirer au profit d'Herbert Kickl — ainsi que du SPÖ mené par Pamela Rendi-Wagner, qui réalise un résultat historiquement bas. Les élections voient également la nette remontée du parti Les Verts, qui arrive troisième après avoir perdu deux ans plus tôt toute représentation au parlement. Les résultats des élections sont un retour en force pour Sebastian Kurz, qui se retrouve en position de choisir librement son nouveau partenaire de coalition,. Il conclut finalement un accord avec Les Verts, qui aboutit début janvier 2020 à la formation du gouvernement Kurz II et au retour de Kurz à la chancellerie, tandis que le chef des écologistes Werner Kogler devient vice-chancelier. Le nouveau gouvernement entend alors concilier la lutte contre l'immigration illégale et la baisse des impôts sur lesquelles s'était engagée l'ÖVP, avec le cœur du programme des Verts concernant le soutien aux énergies renouvelables et la lutte contre la corruption,,.

### Gouvernement Nehammer

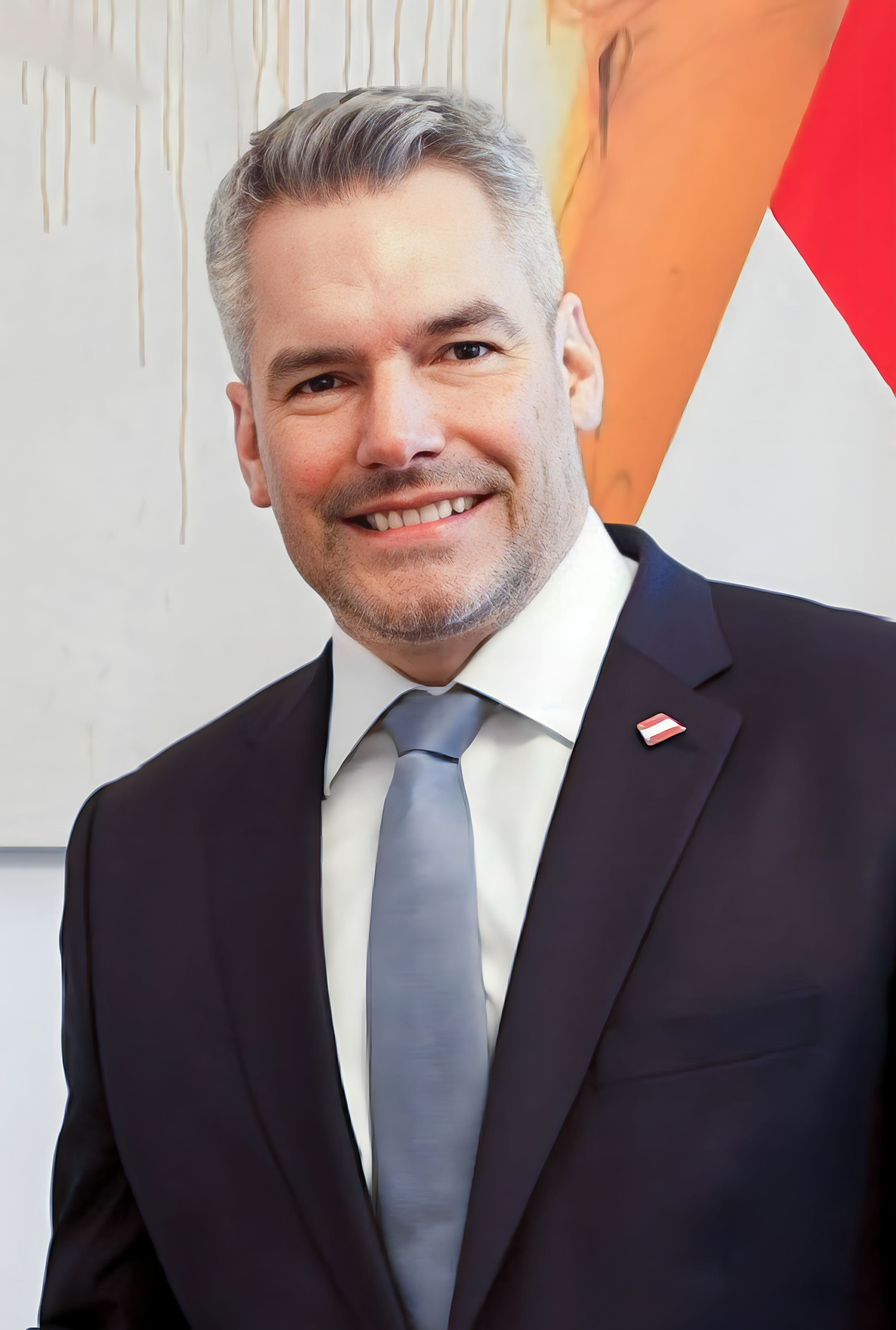
Karl Nehammer.

Malgré sa victoire aux élections, Sebastian Kurz se voit contraint à la démission à peine deux ans plus tard. Le chancelier est en effet mis en cause début octobre 2021 dans une affaire de détournement de fonds publics ayant financé des sondages d'opinion truqués ainsi que des articles flatteurs à son égard dans plusieurs quotidiens dont Kronen Zeitung et Heute, en amont de son accession à la direction du Parti populaire autrichien,,. Confronté à la menace d'une motion de censure, Kurz démissionne le 11 octobre et se retire rapidement de la vie politique. La coalition entre l'ÖVP et Les Verts se maintient néanmoins, le ministre fédéral des Affaires étrangères Alexander Schallenberg lui succédant à la chancellerie. Ce dernier redevient cependant ministre deux mois plus tard après avoir passé la main à Karl Nehammer, élu à l'unanimité à la tête de l'ÖVP le 3 décembre 2021. Nehammer forme son gouvernement trois jours plus tard.

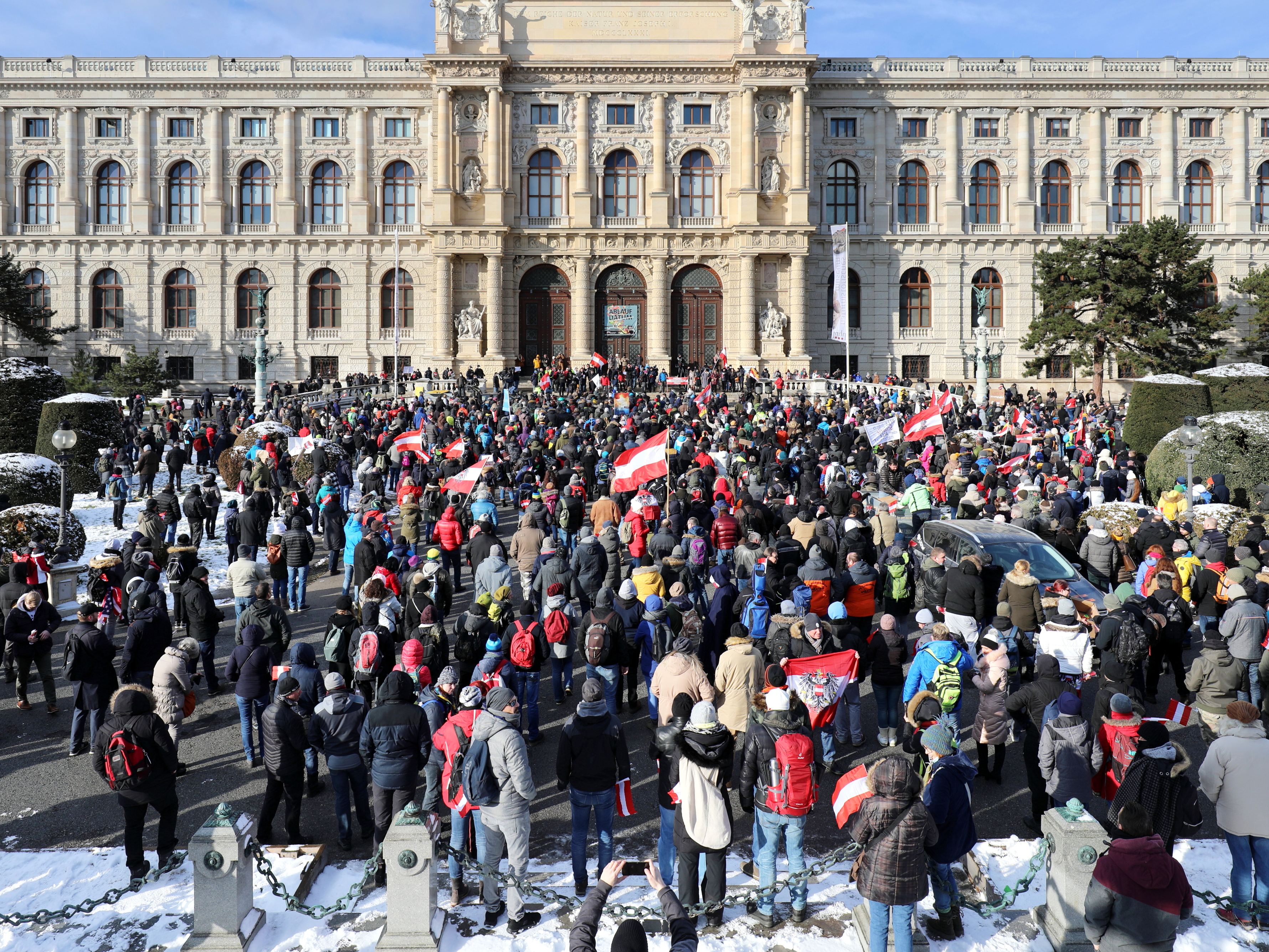
Manifestations contre les restrictions de déplacement lors de la pandémie de Covid-19, en janvier 2021.

Depuis 2019, le gouvernement fait notamment face à la pandémie de Covid-19 qui amène le gouvernement à imposer un confinement, puis à faire voter la vaccination obligatoire de la population. Très impopulaire et sujette à controverse, cette mesure provoque une levée de boucliers qui conduit le gouvernement à renoncer à l'appliquer. Les effets de la pandémie sur l'économie mondiale provoquent par ailleurs une forte hausse de l'inflation, amplifiée par l'invasion de l'Ukraine par la Russie en février 2022. En conduisant à la mise en place de sanctions sur les exportations de gaz russe, cette dernière provoque à son tour une crise énergétique mondiale qui touche durement les foyers autrichiens, dépendant du gaz russe. Les multiples mesures du gouvernement pour tenter de soutenir la population face à l'augmentation du coût de la vie parviennent à juguler la hausse de la pauvreté, mais s'avèrent contre productives en aggravant l'inflation, qui atteint un pic à 10 % en mai 2023. Il s'agit alors de l'une des inflations les plus élevées de l'Union européenne, où elle s'établit en moyenne à 7 % à la même époque, tandis que l'économie autrichienne se contracte pour la deuxième année consécutive,,. Ce contexte politique et économique conduit à l'émergence de formations politiques nouvelles ou jusque là mineures, dont notamment le Parti de la bière (BIER), le Parti communiste (KPÖ) et Humains - Liberté - Droits fondamentaux (MFG). Leur percée dans les sondages ou lors d'élections régionales est cependant toute relative, le MFG obtenant notamment plusieurs sièges aux élections régionales de 2021 en Haute-Autriche avant de s'effondrer par la suite dans les enquêtes d'opinion.

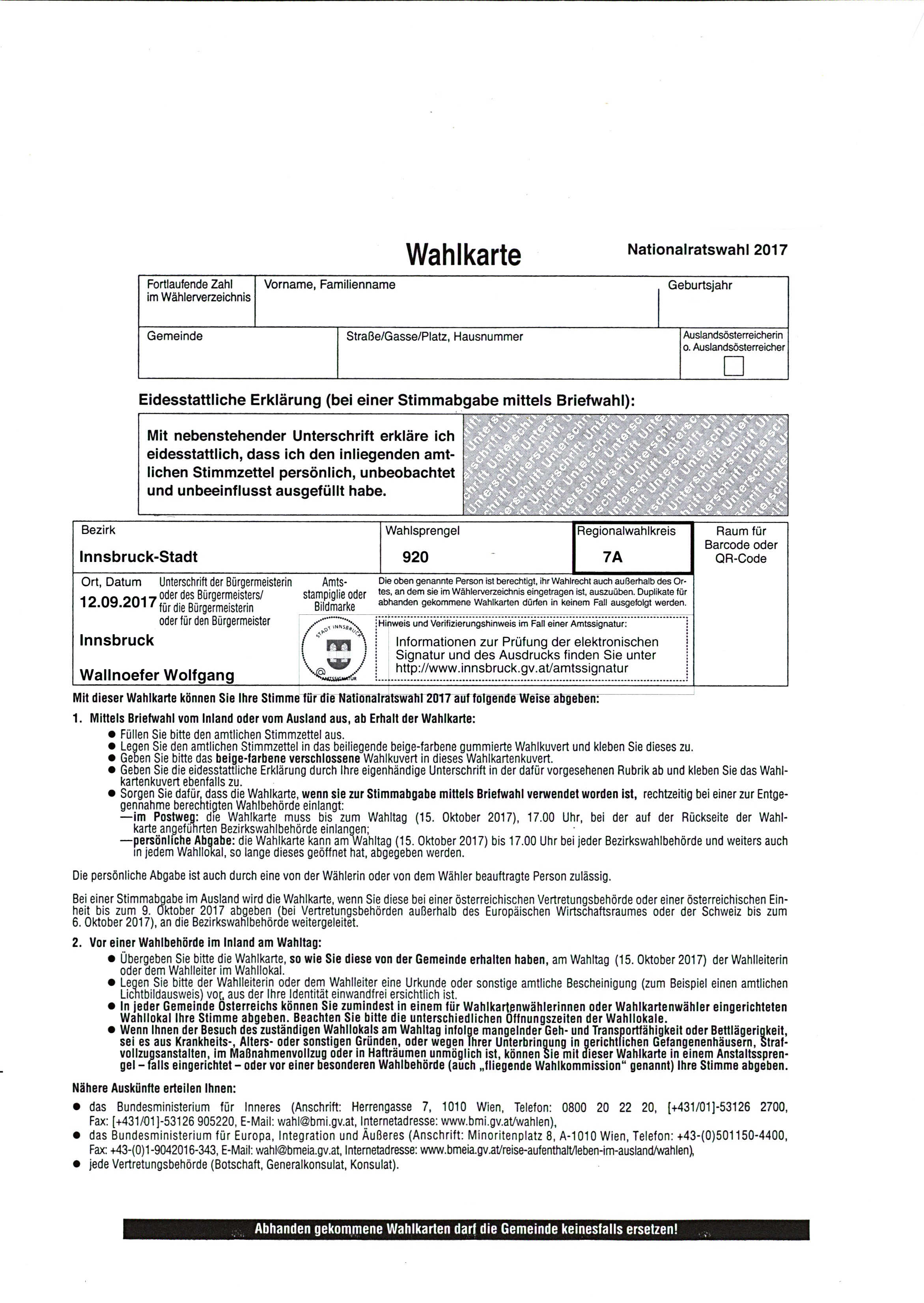
Verso d'un vote postal avant la réforme.

Malgré la réélection dès le premier tour du président Alexander Van der Bellen (Les Verts) à l'élection présidentielle d'octobre 2022, les législatives de 2024 sont marquées par la remontée dans les sondages du Parti de la liberté, qui arrive premier dans les intentions de vote. Mené par Herbert Kickl, ce dernier fédère ainsi sur le mécontentement envers les mesures anti-Covid, l'immigration clandestine, ainsi que les retombées des sanctions économiques envers la Russie. Le Parti populaire et plus particulièrement Les Verts subissent à l'inverse un recul dans les sondages. Face aux positions radicales de Herbert Kickl, aussi bien Karl Nehammer que Werner Kogler déclarent refuser de former un futur gouvernement avec lui,. Le Parti social-démocrate est quant à lui mené depuis juin 2023 par Andreas Babler, à l'issue d'une primaire interne mouvementée qui le voit initialement annoncé perdant en raison d'une erreur de tableur excel. Issu de l'aile gauche du parti, Babler surprend en faisant campagne à l'inverse de sa prédecesseure sur l'accueil des migrants ainsi que sur des positions anticapitalistes.
À la suite d'une réforme de la loi électorale votée début 2023, les élections sont désormais précédées d'une période de vote anticipé de trois semaines par voie postale, électronique à distance ou en présentiel. Jusqu'alors, ces dispositions n'étaient possibles que pour les électeurs des grandes villes. La réforme impose également une simplification des notices d'utilisation de ces méthodes alternatives de vote, afin de réduire le nombre de votes invalidés, ainsi que le dépouillement de ces voix en même temps que celles du jour du scrutin, et non plus étalé sur les jours suivants. Bénéficiant d'un large consensus au sein de la classe politique, la réforme est votée à la quasi-unanimité et appliquée pour la première fois lors des élections européennes de juin 2024. Un total de 1 436 340 électeurs font une demande de bulletin de vote anticipé pour les législatives — qu'ils ne sont cependant pas contraints d'utiliser —, soit une augmentation de 34 % par rapport aux élections de 2019. Un taux record de 23 % du total des électeurs font ainsi la demande, contre 17 % en 2019.

## Mode de scrutin

Carte des neuf Bundesländer autrichiens.

L'Autriche est une république semi-présidentielle dotée d'un parlement bicaméral. Sa chambre basse, le Conseil national, ou Nationalrat, est composée de 183 sièges pourvus pour cinq ans au scrutin proportionnel plurinominal avec listes bloquées dans neuf circonscriptions correspondant aux Länder autrichiens, à raison de 7 à 36 sièges par circonscription selon leur population. Ces neuf circonscriptions sont elles-mêmes subdivisées en un total de 43 circonscriptions régionales. Le seuil minimum de voix exigé d'un parti pour obtenir une représentation au parlement est fixé à 4 % du total des suffrages exprimés, ou un siège d'une circonscription régionale.
La clé de répartition proportionnelle se fait à la méthode de Hare au niveau régional, puis à la méthode de Hare au niveau des Länder, et enfin à la méthode D'Hondt au niveau fédéral. Lors de la distribution au niveau des Länder, les sièges déjà obtenus au niveau régional sont décomptés. Il en va de même au niveau fédéral. Bien que les listes soit bloquées, interdisant l'ajout de noms n'y figurant pas, les électeurs ont la possibilité d'effectuer un vote préférentiel pour un maximum de trois candidats, permettant à ces derniers d'être placés en tête de liste pour peu qu'ils totalisent un minimum de 14 %, 10 % ou 7 % des voix respectivement au niveau régional, des Länder, et fédéral. Le vote, non obligatoire, est possible à partir de l'âge de 16 ans.

## Principaux partis
| Parti | Parti                                                                             | Idéologie                                                                                           | Tête de liste         | Résultats en 2019           |
| ----- | --------------------------------------------------------------------------------- | --------------------------------------------------------------------------------------------------- | --------------------- | --------------------------- |
|       | Parti populaire autrichien (ÖVP) Österreichische Volkspartei                      | Centre droit Démocratie chrétienne, libéral-conservatisme                                           | Karl Nehammer         | 37,46 % des voix 71 députés |
|       | Parti social-démocrate d'Autriche (SPÖ) Sozialdemokratische Partei Österreichs    | Centre gauche Social-démocratie, progressisme                                                       | Andreas Babler        | 21,18 % des voix 40 députés |
|       | Parti de la liberté d'Autriche (FPÖ) Freiheitliche Partei Österreichs             | Extrême droite Populisme de droite, national-conservatisme, libéralisme économique, euroscepticisme | Herbert Kickl         | 16,17 % des voix 31 députés |
|       | Les Verts - L'Alternative verte (Grüne) Die Grünen – Die Grüne Alternative        | Centre gauche Écologie, europhilie                                                                  | Werner Kogler         | 13,90 % des voix 26 députés |
|       | NEOS - La nouvelle Autriche et le Forum libéral (NEOS) NEOS – Das Neue Österreich | Centre Libéralisme, europhilie                                                                      | Beate Meinl-Reisinger | 8,10 % des voix 15 députés  |

## Résultats

### Nationaux
|                           |                                                        |           |       |       |        |               |  |  |  |
| Partis                    | Partis                                                 | Voix      | %     | +/-   | Sièges | +/-           |  |  |  |
|                           | Parti de la liberté d'Autriche (FPÖ)                   | 1 408 514 | 28,85 | 12,68 | 57     | 26            |  |  |  |
|                           | Parti populaire autrichien (ÖVP)                       | 1 282 734 | 26,27 | 11,19 | 51     | 20            |  |  |  |
|                           | Parti social-démocrate d'Autriche (SPÖ)                | 1 032 234 | 21,14 | 0,04  | 41     | 1             |  |  |  |
|                           | NEOS - La nouvelle Autriche et le Forum libéral (NEOS) | 446 378   | 9,14  | 1,04  | 18     | 3             |  |  |  |
|                           | Les Verts - L'Alternative verte (Grünen)               | 402 107   | 8,24  | 5,66  | 16     | 10            |  |  |  |
|                           | Parti communiste d'Autriche - KPÖ Plus (KPÖ)           | 116 891   | 2,39  | 1,70  | 0      | en stagnation |  |  |  |
|                           | Parti de la bière (BIER)                               | 98 395    | 2,02  | 1,92  | 0      | en stagnation |  |  |  |
|                           | Liste Madeleine Petrovic (LPM)                         | 28 488    | 0,58  | Nv.   | 0      | en stagnation |  |  |  |
|                           | Aucun de ceux-là (KEINE)                               | 27 830    | 0,57  | 0,11  | 0      | en stagnation |  |  |  |
|                           | Humains - Liberté - Droits fondamentaux (MFG)          | 19 785    | 0,41  | Nv.   | 0      | en stagnation |  |  |  |
|                           | Liste GAZA : Voix contre le génocide (GAZA)            | 19 376    | 0,40  | Nv.   | 0      | en stagnation |  |  |  |
|                           | Les JAUNES (BGE)                                       | 156       | 0,00  | Nv.   | 0      | en stagnation |  |  |  |
|                           |                                                        |           |       |       |        |               |  |  |  |
| Suffrages exprimés        | Suffrages exprimés                                     | 4 882 888 | 99,05 |       |        |               |  |  |  |
| Votes blancs et invalides | Votes blancs et invalides                              | 46 857    | 0,95  |       |        |               |  |  |  |
| Total                     | Total                                                  | 4 929 745 | 100   | –     | 183    | en stagnation |  |  |  |
| Abstentions               | Abstentions                                            | 1 416 314 | 22,32 |       |        |               |  |  |  |
| Inscrits/Participation    | Inscrits/Participation                                 | 6 346 059 | 77,68 |       |        |               |  |  |  |

Résultats selon l'axe gauche/droite :
| Majorité absolue |     |      |     |     |
| ↓                |     |      |     |     |
| 16               | 41  | 18   | 51  | 57  |
| GRÜNEN           | SPÖ | NEOS | ÖVP | FPÖ |

### Par Land

#### Résumé
| Land           | FPÖ            | FPÖ  | ÖVP  | ÖVP  | SPÖ  | SPÖ           | NEOS | NEOS | Grünen | Grünen | KPÖ | KPÖ | BIER | BIER | LPM | LPM | KEINE | KEINE | A.p. |     |
| Land           | %              | +/-  | %    | +/-  | %    | +/-           | %    | +/-  | %      | +/-    | %   | +/- | %    | +/-  | %   | +/- | %     | +/-   | %    |     |
| -------------- | -------------- | ---- | ---- | ---- | ---- | ------------- | ---- | ---- | ------ | ------ | --- | --- | ---- | ---- | --- | --- | ----- | ----- | ---- | --- |
| Land           | Basse-Autriche | 29,2 | 12,8 | 29,9 | 12,4 | 20,2          | 0,3  | 8,5  | 0,8    | 6,6    | 4,4 | 1,6 | 1,1  | 2,1  | Nv. | 0,6 | Nv.   | 0,6   | 0,1  | 0,7 |
| Burgenland     | 28,8           | 11,5 | 28,6 | 9,7  | 27,0 | 2,4           | 6,5  | 1,6  | 4,7    | 3,4    | 1,3 | 0,9 | 2,0  | Nv.  | 0,4 | Nv. | 0,5   | 0,2   | 0,3  |     |
| Carinthie      | 38,4           | 18,6 | 20,8 | 14,1 | 23,1 | 3,1           | 7,8  | 1,0  | 4,7    | 4,8    | 1,6 | 1,1 | 2,2  | Nv.  | 0,6 | Nv. | 0,7   | 0,3   |      |     |
| Haute-Autriche | 30,5           | 13,0 | 26,3 | 10,5 | 20,3 | 1,8           | 8,4  | 1,1  | 8,3    | 5,4    | 2,0 | 1,4 | 1,9  | Nv.  | 0,6 | Nv. | 0,7   | 0,2   | 1,1  |     |
| Salzbourg      | 27,7           | 14,0 | 31,5 | 14,9 | 16,8 | 0,4           | 9,0  | 0,6  | 8,5    | 4,1    | 3,3 | 2,7 | 1,5  | Nv.  | 0,5 | Nv. | 0,6   | 0,1   | 0,4  |     |
| Styrie         | 32,2           | 13,7 | 27,0 | 11,9 | 18,6 | 0,6           | 8,2  | 1,1  | 7,6    | 5,4    | 3,1 | 1,8 | 1,9  | Nv.  | 0,5 | Nv. | 0,5   | 0,1   | 0,6  |     |
| Tyrol          | 28,7           | 14,0 | 31,0 | 14,8 | 15,4 | 2,4           | 10,6 | 1,7  | 8,1    | 6,6    | 2,0 | 1,4 | 2,2  | Nv.  | 0,5 | Nv. | 0,5   | 0,1   | 0,9  |     |
| Vienne         | 20,7           | 7,9  | 17,4 | 7,2  | 29,9 | 2,8           | 11,3 | 1,4  | 12,3   | 8,4    | 3,8 | 3,0 | 2,1  | Nv.  | 0,6 | Nv. | 0,4   | 0,1   | 1,3  |     |
| Vorarlberg     | 27,1           | 12,4 | 29,1 | 7,5  | 13,1 | en stagnation | 12,6 | 1,0  | 11,4   | 6,7    | 1,5 | 1,0 | 2,4  | Nv.  | 0,7 | Nv. | 0,6   | 0,2   | 1,5  |     |

## Analyse

Résultats en sièges par Land

Parti arrivé en tête par Land

Parti arrivé en tête par District

Le Parti de la liberté d'Autriche (FPÖ) dirigé par Herbert Kickl arrive en tête des élections législatives avec près de 29 % des voix. Il s'agit d'un succès historique pour le parti qui arrive pour la première fois en tête depuis sa fondation en 1954, et obtient la plus grande part des voix de son histoire électorale. Ce bon résultat constitue une première pour l'extrême droite autrichenne depuis la fin de la Seconde Guerre mondiale,. Le FPÖ aurait bénéficié de son programme clair et de sa position particulièrement ferme sur le thème de l'immigration, mais également du mécontentement de la population face aux crises des systèmes de santé et de l'éducation. Malgré la personnalité jugée terne et peu charismatique d'Herbert Kickl, ce dernier récolte les fruits d'une stratégie de radicalisation à l'exact opposé de celle de dédiabolisation menée par d'autres partis d'extrême droite européens tels que le Rassemblement national en France,.
Le succès du FPÖ n'est cependant qu'une victoire relative en raison du refus des autres partis de former un gouvernement de coalition incluant Herbert Kickl, éloignant ainsi la possibilité de son entrée au gouvernement. En dépit des appels de Kickl à revenir sur cette position au soir du scrutin, le chancelier et président du Parti populaire autrichien (ÖVP) Karl Nehammer la réitère. Seule formation susceptible de permettre au FPÖ de former une coalition capable d'atteindre la majorité absolue des sièges, l'ÖVP conditionne ainsi une telle alliance à l'exclusion d'Herbert Kickl de tout poste dans le gouvernement. Bien que confronté à l'échec « amer » de l'ÖVP, qui passe de la première à la deuxième place, et à la « déception » de ses militants de ne « pas avoir rattrapé l'extrême droite », Karl Nehammer se trouve malgré tout dans une bonne position grâce notamment à une bonne campagne électorale lui ayant permis de remonter dans les sondages peu avant le scrutin,,.
Arrivé en troisième position, le Parti social-démocrate d'Autriche (SPÖ) connaît quant à lui son deuxième plus faible résultat en sièges depuis sa refondation en 1945, en faisant à peine mieux que son échec historique de 2019. Le parti n'exclut cependant pas une participation dans le futur gouvernement.

## Formation du gouvernement

### Négociations
Conformément à la tradition, le gouvernement fédéral remet sa démission au président Alexander Van der Bellen le 2 octobre, qui le charge de l'expédition des affaires courantes. Le chef de l'État entame le lendemain des consultations avec les chefs des partis en vue de la formation du nouvel exécutif. Bien que la tâche de tenter en premier de le former soit par convention confiée au dirigeant du parti arrivé en tête, le président demeure libre de choisir la personne de son choix. Alexander Van der Bellen en fait directement mention lors de la démission du gouvernement sortant, laissant ainsi entendre qu'il ne compterait pas désigner Herbert Kickl,. Karl Nehammer appelle par la suite le président à nommer Herbert Kickl, dans un souci de respect des conventions.

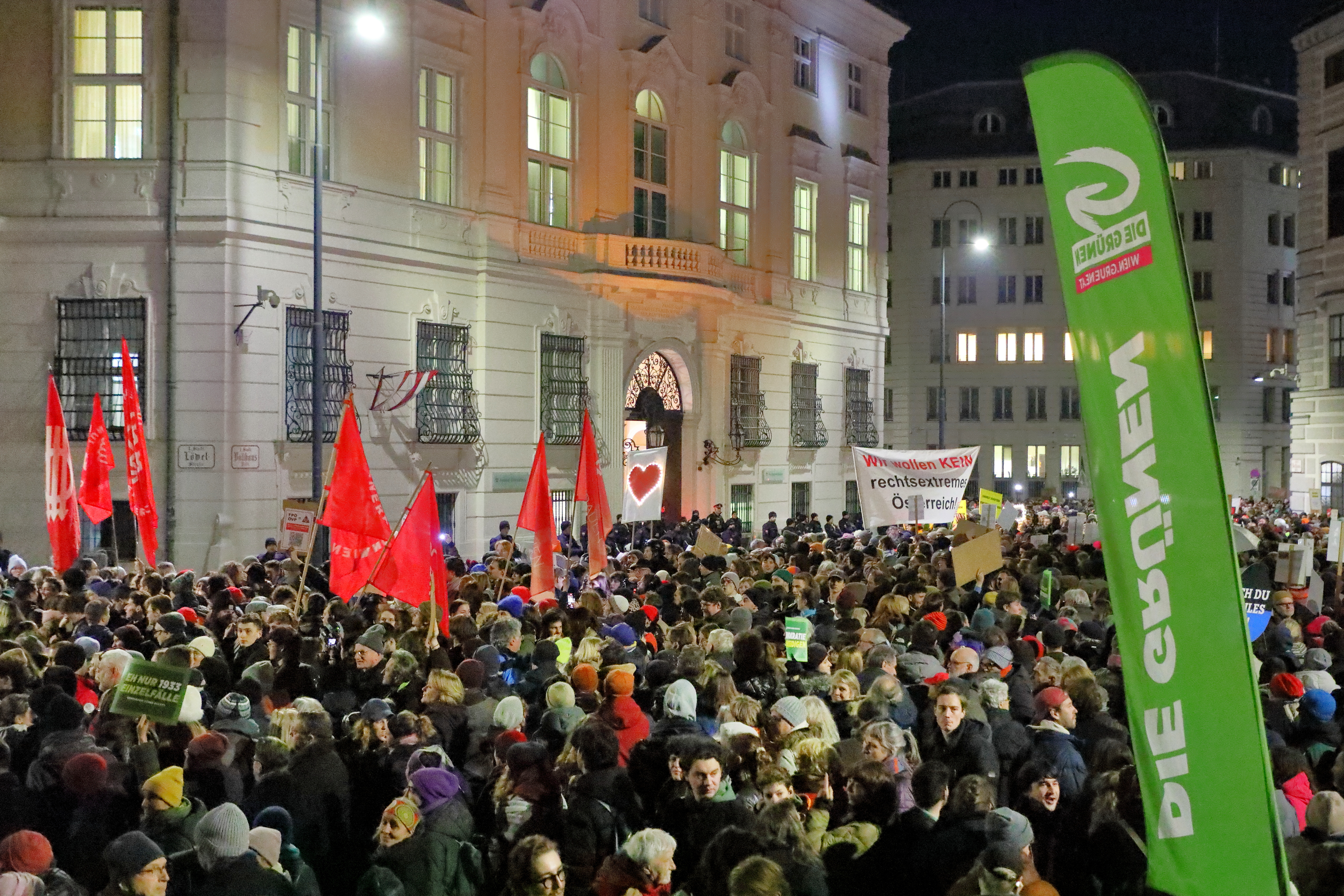
Manifestation contre la participation du FPÖ au gouvernement devant la Chancellerie fédérale le 9 janvier 2025 à Vienne.

Le 10 octobre cependant, Van der Bellen annonce laisser aux partis jusqu'au 18 pour « s'accorder entre eux » sur la désignation d'un candidat, plutôt que de confier lui-même un mandat au dirigeant du FPÖ. Le président justifie sa décision par la situation inédite instaurée par le refus des partis de travailler avec le dirigeant du parti arrivé en tête. Cette décision rallonge nettement le temps nécessaire à la formation d'une coalition, jusque là de 8,7 jours en moyenne à partir du scrutin, avec un record de 124 jours en 1999. Le 22 octobre, le président Van der Bellen charge Nehammer de former un nouveau gouvernement. Celui-ci annonce sa volonté de ne pas gouverner avec le FPÖ et de former un gouvernement avec les sociaux-démocrates ainsi qu'une troisième force politique. En parallèle, Walter Rosenkranz devient le premier membre du FPÖ à présider le Conseil national.
Le 3 janvier 2025, Beate Meinl-Reisinger — présidente de NEOS — annonce que son parti quitte les négociations menées depuis plusieurs semaines avec l'ÖVP et le SPÖ en raison de désaccords budgétaires, notamment sur les retraites. Le lendemain, Karl Nehammer fait état de la rupture des négociations entre les conservateurs et les sociaux-démocrates, annonçant par la même occasion sa démission prochaine du poste de chancelier.
Le 5 janvier, l'ÖVP accepte finalement d'entamer des pourparlers avec l'extrême droite du FPÖ, conduisant Alexander Van der Bellen à charger Herbert Kickl de la formation du gouvernement. Cette annonce suscite de nombreuses manifestations à travers le pays, notamment à Vienne le 9 janvier, où 50 000 personnes se rassemblement sur la crainte de voir le FPÖ prendre la tête du gouvernement. Le 12 février, Herbert Kickl annonce l'échec des négociations avec l'ÖVP à l'issue d'une réunion avec le président fédéral. Les partis s'opposent notamment sur la répartition des ministères, chacun souhaitant obtenir le ministère de l'Intérieur et le ministère des Finances.

### Formation d'une coalition ÖVP-SPÖ-NEOS

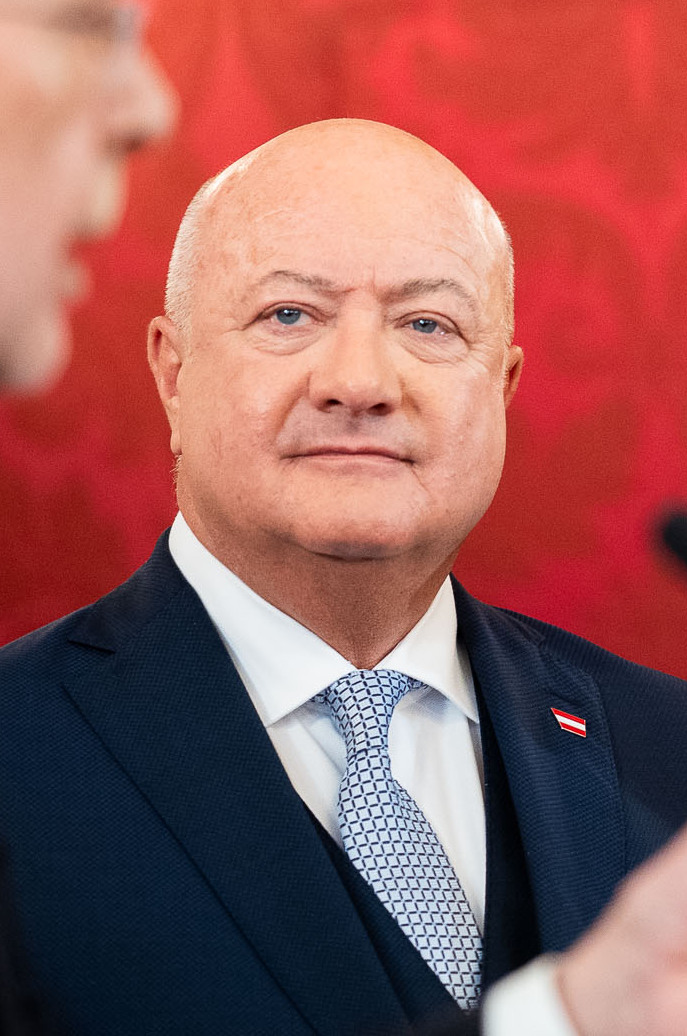
Christian Stocker.

Devant cet échec, l'ÖVP, le SPÖ et NEOS entreprennent de nouvelles négociations, avant d'annoncer le 27 février s'être entendus pour mettre sur pied une coalition gouvernementale avec pour chancelier Christian Stocker, qui remplace Nehammer à la tête de l'ÖVP. La formation d'une coalition tripartite constitue alors une première depuis le rétablissement de la démocratie dans le pays en 1949,,.
Le programme commun, épais de 211 pages, est présenté le même jour au Conseil national. En plus de la chancellerie, l'ÖVP obtient six postes de ministre, tout comme le SPÖ, tandis que NEOS en détient deux, dont celui des Affaires étrangères. Les trois partis détiennent ensemble une majorité de 110 sièges sur les 183 que compte le Conseil national. Parmi les priorités du programme commun figurent notamment l'immigration et l'intégration, deux thèmes issus du programme de l'ÖVP, ainsi que la lutte contre l'extrémisme et la réduction du déficit budgétaire, issus de celui du SPÖ. Enfin, des réductions d'impôts, une réforme du système de retraite et la création d'un parquet fédéral sont prévus, en accord avec le programme de NEOS.
La formation du nouveau gouvernement est cependant conditionné à un vote à la majorité qualifiée des deux tiers des militants de NEOS, réunis en congrès le 2 mars. Le programme commun est approuvé à cette date par 94% des militants de NEOS, ouvrant la voie à l'investiture du nouveau gouvernement. Le Gouvernement Stocker prête serment et entre en fonction le lendemain 3 mars.